# الفيلق البارثي الثاني
الفيلق البارثي الثاني (باللاتينيّة: Legio II Parthica، نقحرة: ليجيو سيكوندو بارثيكا، حرفيًا: الفيلق الثاني لغزو البارثيين) هو أحد الفيالق التي كانت تابعة للجيش الروماني الإمبراطوري. تأسس عام 197 بسبب الحملة التي قادها الإمبراطور الروماني سيبتيموس سيفيروس ضد الإمبراطوريّة الفرثيّة في بلاد فارس، ومن هنا أتت سمة بارثيكا. كما تأسس فيلقان آخران لنفس المهمّة، وهما الفيلق البارثي الأول والفيلق البارثي الثالث.
ظل هذا الفيلق فعّالاً في مقاطعات رومانيّة مختلفة حتى أوائل القرن الخامس. وبعكس الفيلقين البارثيّين الآخرين اللذين بقيا في الشرق، كان هذا الفيلق متنقلاً أيضًا في المقاطعات الغربيّة، حيث احتل حصنًا في الجبال الألبانيّة قرب روما، مما أدى إلى تسميته باسم الفيلق الألباني.
اتخذ الفيلق من عدّة مناطق معسكرًا خاصًا به (كاسترا)، فكانت ألبانا في إيطاليا أولى المعسكرات (197–218)، ثم أفاميا في سوريا (218–234)، ثم ماينتس في جرمانيا الكبرى (234–238)، ثم ألبانا في إيطاليا مرّة أخرى (238 – بداية القرن الرابع)، ثم بيزابدة في بلاد الرافدين (حوالي 360)، وأخيرًا حصن كيفا في بلاد الرافدين (حوالي 400). يُشار إلى أن القنطور كان رمزًا لهذا الفيلق.

## الحملات

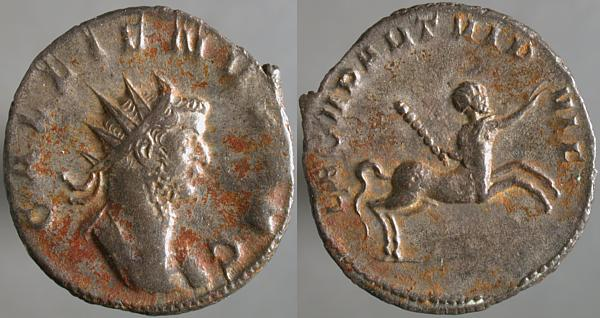
عملة أنتونينياس الرومانيّة، منقوش عليها صورة الإمبراطور الروماني غالينوس، وعلى الجهة الأخرى القنطور مع نقش يظهر اسم الفيلق البارثي الثاني.

- حملة سيبتيموس سيفيروس البارثيّة (197م)
- حملة سيبتيموس سيفيروس البريتانيّة (208–211م)
- حملة كاراكلا الألمانيّة (213م) [3]
- معركة أنطاكيا (218م)
- حملة ألكسندر سيفيروس الساسانيّة (231م)
- حصار بيزابدة (360م)